# Alla Hors'ka
Alla Oleksandrivna Hors'ka (in ucraino Алла Олександрівна Горська?; Jalta, 18 settembre 1929 – Vasyl'kiv, 28 novembre 1970) è stata una pittrice sovietica, tra i fondatori del movimento degli anni sessanta, e un'attivista per i diritti umani.

## Biografia
Alla Hors'ka nacque il 18 settembre 1929 a Jalta, dove lavorava il padre, Oleksandr Hors'kyj (Олександр Валентинович Горський, 1898–1983), uno dei fondatori dell'industria cinematografica sovietica, dipendente e dal 1931 direttore dello studio cinematografico di Jalta.
Nel 1932 e nel 1933 la famiglia visse a Mosca e in seguito a Leningrado, dove Alla conobbe per due inverni l'assedio della città, prima di essere evacuata con la madre ad Alma-Ata all'inizio dell'estate 1943. Alla fine del 1943 la famiglia si trasferì a Kiev, dove il padre divenne direttore del Kiev Film Studio.
Dal 1946 studiò all'Accademia d'arte statale di Kiev Taras Shevchenko e terminò con successo il corso di studi nel 1948.
Nell'estate del 1952 sposò il pittore Viktor Ivanovyč Zarec'kyj (1925-1990), studente presso la stessa università, e due anni dopo nacque il figlio Oleksij. Nel 1954 si diplomò all'Istituto d'arte di Kiev, specializzandosi in pittura.

### Produzione artistica
Alla Hors'ka iniziò ad esporre le sue opere nel 1957. Partecipò al 6º Festival Mondiale della Gioventù e degli Studenti a Mosca, e, su commissione del Ministero della Cultura dell'URSS realizzò nello stesso anno il dipinto Il mio Donbass, regione nella quale visse per diversi anni con il marito. Nel 1959, anno in cui entrò a far parte dell'Unione degli artisti, produsse il ritratto di gruppo della brigata P. Polščikov.

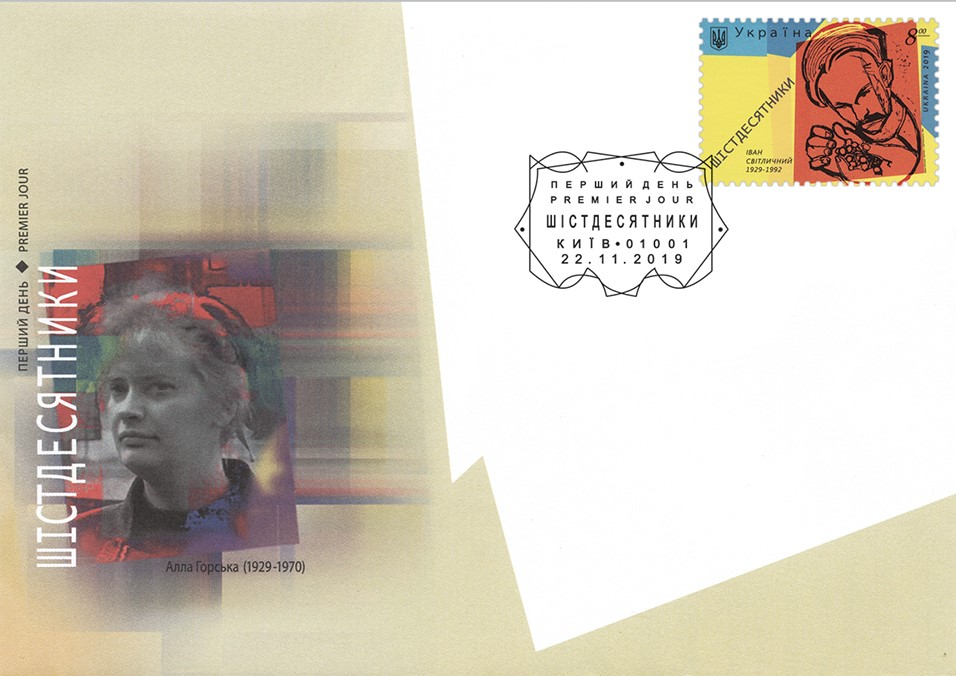
Busta primo giorno dell'Ucraina (2019) dedicata agli "anni Sessanta", con il ritratto di Alla Hors'ka e Ivan Svitlyčnyj, animatori del Club della gioventù creativa di Kiev

Hors'ka fece parte del movimento degli anni sessanta (Šestidesjatniki, in ucraino Шестидесятники), formato da intellettuali e artisti sovietici e ucraini che si opponevano al realismo socialista e al dogmatismo ufficiale, affermando la libertà di espressione creativa, il pluralismo culturale, l'importanza della dimensione individuale e dei valori universali. Tra gli intellettuali e artisti ucraini una rivendicazione fondamentale fu il recupero e la promozione della cultura e della lingua ucraina, osteggiata da Stalin e il cui uso era ancora scoraggiato negli anni cinquanta, da essi ritenuta parte integrante dei principi leninisti della politica delle nazionalità.
Con Leonid Tanjuk, Vasyl' Symonenko e Ivan Svitlyčnyj, Alla Hors'ka fu tra gli organizzatori e tra i membri più attivi del Club della gioventù creativa di Kiev "Il contemporaneo" (in ucraino Клуб творчої молоді «Сучасник»?, Klub tvorčoï molodi "Sučasnyk"), intorno a cui si raccolsero le menti più brillanti della generazione dei Šestidesjatniki, e che divenne un'associazione informale di artisti critici nei confronti del regime.
All'interno di questo ambiente, la pittrice iniziò a ridefinire la propria identità nazionale, definendosi una russa ucraina e decidendo di imparare la lingua nativa, che conosceva solo sommariamente, grazie all'aiuto dei propri compagni che organizzarono apposite classi di apprendimento aperte a quanti volessero avvicinarsi all'ucraino. In questo stesso periodo entrò in dissidio con il padre, rappresentante della nomenklatura sovietica, allora direttore dello studio cinematografico di Odessa.
Nei primi anni sessanta diede avvio ad un processo di rinnovamento artistico che contraddiceva i canoni ufficiali del realismo socialista. La sua produzione si orientò verso il primitivismo, l'espressionismo e la valorizzazione della cultura ucraina, anche se in alcune opere, come Prometheus (1966), dedicata ai minatori, o Bandiera della Vittoria (1968-1969), i soggetti raffigurati continuavano a ricordare i temi del realismo sovietico.
Dipinse numerosi ritratti, come Ritratto del figlio (1960), Ritratto del padre (1960), o i ritratti di intellettuali e artisti, come Taras Ševčenko, Anatol' Petryc'kyj, Vasyl' Symonenko.
Nella seconda metà degli anni sessanta realizzò con altri artisti diverse pitture monumentali a Sorokyne, Donec'k e Mariupol' su muri di edifici, scuole o esercizi commerciali, molti dei quali in attesa di essere restaurati, o a rischio di scomparsa, come il caso di Women Bird, progettato e portato a termine nel 1956 con il marito Viktor Zarec'kyj e H. Synycja nella gioielleria Rubin a Donec'k.
Curò anche diversi progetti di scenografie e costumi teatrali basati su opere di Bertolt Brecht, Ivan Drach e Mykola Kuliš. In alcuni casi, come quello della prima di Otak zahynuv Huska di Mykola Kuliš, programmata al teatro drammatico ucraino di Leopoli, la rappresentazione venne vietata dalle autorità.
Nel 1964 collaborò con Ljudmila Semikina e Galina Sevruk Gorskaja alla realizzazione di una vetrata all'Università di Kiev, disegnata da Opanas Zalyvacha, nella quale era raffigurato, con un'espressione adirata, Taras Ševčenko, simbolo della lotta per la libertà del popolo ucraino; nel disegno il poeta cingeva con un braccio una donna (allegoria dell'Ucraina), e con l'altro brandiva un libro con la seguente citazione poetica: «Glorificherò quegli schiavi muti e le mie parole li proteggeranno». L'opera fu distrutta dalle autorità in quanto ritenuta ideologicamente ostile, e Hors'ka venne espulsa dall'Unione degli artisti dell'Ucraina.

### Attivismo politico
A partire dal 1965 partecipò a manifestazioni contro l'arresto e la repressione degli attivisti ucraini, in gran parte suoi amici e conoscenti. Firmò ricorsi in loro difesa e lettere di protesta, fornì sostegno alle famiglie dei prigionieri politici e mantenne con alcuni di questi una corrispondenza. Nell'aprile 1968, in connessione agli arresti illegali e ai processi contro i dissidenti, Alla firmò con oltre un centinaio di scienziati e personalità culturali una lettera di protesta (Лист-протест 139) inviata ai vertici del Partito Comunista dell'URSS - Leonid Brežnev, Aleksej Kosygin e Nikolaj Podgornyj - in cui veniva chiesto di porre fine alle persecuzioni dei dissidenti e alle violazioni delle procedure legali. La Pravda definì la lettera "antisovietica" e ai firmatari venne chiesto di pentirsi; non retrocedendo dalla sua decisione, Alla venne nuovamente espulsa dall'Unione degli artisti.
Pubblicò anche con Vasyl' Symonenko e Leonid Tanjuk prove di omicidi di massa ad opera dell'NKVD, la polizia segreta sovietica, denunciando come migliaia di "nemici dello Stato sovietico" fossero stati giustiziati e gettati in fosse comuni nei cimiteri di Lukianivka e Vasyl'kivska a Bykivnja, nella parte orientale di Kiev.

### Morte
Il 28 novembre 1970 morì assassinata in circostanze poco chiare nell'appartamento del suocero a Vasyl'kiv; il corpo di quest'ultimo venne trovato a 34 chilometri di distanza, sdraiato sui binari con la testa decapitata da un treno. La procura concluse che era stato lui ad uccidere Alla, per motivi di animosità personale, decidendo poi di suicidarsi.
Familiari, compagni e conoscenti di Hors'ka e il movimento al quale apparteneva ritennero che dietro questo delitto, con caratteristiche comuni ad altri omicidi politici compiuti nell'URSS, si nascondesse il coinvolgimento della polizia segreta sovietica.
Il funerale di Alla ebbe luogo il 7 dicembre 1970 al cimitero di Berkovec'kyj a Kiev, sotto il ferreo controllo del KGB. Oltre allo scrittore e dissidente Jevhen Sverstjuk, che pronunciò l'elogio funebre, parteciparono al funerale altri dissidenti successivamente arrestati, come Vasyl' Stus, Ivan Hel' e Oles' Serhijenko.